# Shelda Bedê
Shelda Kelly Bruno Bedê (Fortaleza, 1 de janeiro de 1973) é uma ex-atleta do volei de praia, que se destacou nas areais e  figurou entre as  melhores jogadoras do mundo, sendo heptacampeã do Circuito Mundial de Vôlei de Praia, bicampeã mundial e detentora de mais duas medalhas em mundiais, ouro nos Jogos Pan-Americanos de 1999 e medalhista de prata nos Jogos Olímpicos de Sydney 2000 e Atenas 2004..

## Carreira
Sua carreira começou aos 12 anos, no volei na quadra, realizando os treinamentos no Banco do Nordeste de Fortaleza. Chegou a jogar pela seleção cearense e foi convocada pela seleção juvenil de vôlei. Devido a sua baixa estatura para o vôlei de quadra, aos 19 anos Shelda passou a jogar no võlei de praia. Em 1991 Shelda era passageira em um carro que foi atingido por um motorista embriagado, sofrendo lesão muscular, tendo o nervo de sua mão direita cortado e aconselhada pelo médico a desistir do vôlei; ao invés disso da cirurgia ela aprendeu a bater com a mão esquerda retornando ao vôlei de praia.. Em 1993, começou a treinar nas areias do Rio de Janeiro deixando sua terra natal, o Ceará..
No Circuito Brasileiro Banco do Brasil de 1994, jogando ao lado de Gerusa Ferreira conquistou os títulos das etapas de João Pessoa, de Natal e São Luís.
No Circuito Mundial de 1995 formou dupla com Isabel Salgado terminando na 25ª posição nos Abertos de Hermosa Beach, Pusan e Bali, ficando na sétima colocação jogando com Adriana Behar no Aberto de Santos, e no geral na 63.ª posição. Iniciou  a dupla com Adriana Behar em 11 de outubro de 1995. Por um curto período formou dupla com Sandra Pires. Em 1995 conquistou o título de Rainha da Praia.
Na temporada de 1996 continuou na formação de dupla com Adriana Behar no Circuito Mundial. Ela terminou na terceira colocação no Aberto do Rio de Janeiro e nas Séries Mundiais de Maceió, Recife, Espinho, Ostende e Salvador. Foi 25.ª colocada na Série Mundial Hermosa Beach, mas conquistou a primeira colocação no Grand Slam de Carolina Beach e na Série Mundial de Jacarta, na Indonésia, terminando com o bronze no geral. No Circuito Brasileiro de Vôlei de Praia de 1996 Shelda sagrou-se campeã, sendo a Rainha da Praia de 1996.
Na temporada de 1997 também disputou o Circuito Mundial ao lado de Adriana Behar. Foi campeã no Aberto de Marselha e Salvador, vice-campeã  nos Abertos de Melbourne, Pescara e Espinho, bronze nos Abertos de Osaka e no Campeonato Mundial de Vôlei de Praia disputado em Los Angeles e quarto lugar nos Abertos de Pusan e Rio de Janeiro, terminando em primeiro lugar do Circuito Mundial de 1997; também conquistou no Circuito Brasileiro de 1997 o ouro.
Com Behar competiu nos Estados Unidos pela WPVA-Women's Professional Volleyball Association (Associação Profissional de Voleibol Feminino), obtendo como melhor resultado a  quinta posição na etapa de Miami em 1997 e no geral a 69ª posição. Disputou o Circuito Mundial de 1998 sendo vice-campeã nos Abertos de Toronto  e Marselha e campeã nos Abertos  do Rio de Janeiro, Vasto, Nova Iorque, Osaka, Salvador e Dalian, sagrando-se bicampeã do Circuito Mundial. Conquistou também a medalha de ouro nos Jogos da Boa Vontade, realizados em Nova Iorque.
Com Adriana Behar conquistou  apenas um vice-campeonato pelo Circuito Mundial de 1999, no Aberto de Toronto, vencendo anteriormente os Abertos de Acapulco, Osaka, Dalian e Salvador.Também nessa temporada conquistou o ouro no Mundial de Marselha e ao final da temporada o tricampeonato do Circuito Mundial de Vôlei de Praia.Novamente com Adriana Behar disputa em 1999 pela USAV - USA Volleyball (em portugues: Associação de Voleibol dos Estados Unidos) obtendo a primeira colocação na etapa de San Diego e no geral terminando na 14.ª colocação. No mesmo ano, Shelda disputou ao lado de Adriana Behar a edição do  Jogos Pan-Americanos de Winnipeg conquistando a medalha de ouro. Pelo Circuito Brasileiro de 1999 Shelda é tricampeã. Na primeira edição  oficial do Rei e Rainha da Praia no Brasil, ela foi a primeira a conquistar o título de Rainha da Praia em 1999.
Na temporada de 2000, sempre ao lado de Behar, no Circuito Mundial ela ficou em nono lugar no Aberto de Berlim, quinta colocada no Aberto de Espinho, quarto lugar nos Abertos de Fortaleza e Vitória, bronze no Aberto de Cagliari, prata no Grand Slam de Chicago e no Aberto de Marselha, ouro no Abertos de Rosarito Beach, Toronto, Gstaad e Osaka. Nesse mesmo ano ela e Adriana Behar disputam pela primeira vez uma edição de Jogos Olímpicos, Sydney 2000;  favoritas à medalha de ouro, chegaram à final mas nervosas não se encontraram em quadra e seu melhor volume de jogo não apareceu, deixando a dupla anfitriã Cook e Pottharst jogando sem pressão e ficando com a medalha de prata. Em contrapartida, Shelda/Adriana conquistam de forma consecutiva o tetra do Circuito Mundial de Vôlei de Praia do mesmo ano e o Circuito Brasileiro.
No Circuito Mundial de 2001,  obteve o bronze no Aberto de Cagliari, a prata nos Abertos de Macau e Espinho, assim como no Grand Slam de Marselha; além disso, foi ouro nos Abertos de Fortaleza, Hong Kong, Maoming, Osaka, Gran Canaria e Gstaad. Conquistou o bicampeonato mundial na Áustria e confirmou mais uma vez o título do Circuito Mundial de Vôlei de Praia. Participou dos Jogos da Boa Vontade,  em Brisbane-Austrália, e terminou com a medalha de prata. Neste mesmo ano é pentacampeã do Circuito Brasileiro.
No ano de 2002, sempre com Behar, Shelda termina na nona colocação no Aberto de Madri, quinto lugar no Aberto de Rodes, quarto lugar nos Abertos de Vitória, Maoming e no Grand Slam de Marselha; foi bronze no Aberto de Stavanger, prata no Grand Slam de Klagenfurt e nos Abertos de Montreal e Gstaad, além do ouro nos Abertos de Mallorca e Osaka, terminando assim na terceira colocação geral do Circuito Mundial. Pelo Circuito Brasileiro  conquistou o título da 11ª etapa do Circuito Brasileiro de Vôlei de Praia na cidade de Feira de Santana-Bahia.
Em 2003 disputou as etapas do Circuito Mundial de Vôlei de Praia ficando em nono lugar no Grand Slam de Los Angeles, sendo bronze nos Abertos de Gstaad e Stavanger, assim como no Grand Slam de Klagenfurt, Marselha e Berlim, se prata nos Abertos de Rodes, Osaka e Milão, terminando na quinta colocação geral nesta temporada. Na edição do Campeonato Mundial de Vôlei de Praia de 2003, no Rio de Janeiro, conquistou a medalha de prata.
Conquistou o heptacampeonato no Circuito Brasileiro em 2003. Disputou o Circuito Mundial de 2004 sendo bronze nos Abertos de Rodes e Xangai, prata nos Abertos de Fortaleza, Gstaad e Rio de Janeiro, mesma colocação  obtida no Grand Slam de Klagenfurt; obteve nesta temporada o ouro nos Abertos de Milão e Osaka, além do ouro do Grand Slam de Berlim, voltando a conquistar o título do Circuito Mundial após ficar fora do pódio na edição anterior.
No ano seguinte, Shelda disputou sua segunda Olimpíada, Atenas 2004, e ela e Behar chegaram novamente à final olímpica mas deixaram escapar o ouro mais uma vez, perdendo para dupla norte-americana Walsh e May, e conquistam sua segunda medalha de prata na competição.Em 2004 conquista o octacampeonato do Circuito Brasileiro.
No Circuito Mundial de 2005, Shelda compete novamente ao lado de Adriana Behar. Obteve a quinta colocação nos Abertos de Acapulco e Salvador, quarta colocação nos Aberto de Milão e Grand Slam de Stavanger, conquistando o bronze  nos Abertos de Osaka, Gstaad, Montreal e Atenas e a prata nos Abertos de Bali e Xangai. Ao encerramento das etapas, ficam com a sexta colocação geral. Na edição do ano de 2005 do Campeonato Mundial ela não obtém o pódio, terminando na quinta posição.
Na edição do ano de 2006 do Circuito Mundial, conquista a 17.ª posição no Grand Slam de Gstaad, a nona colocação no Grand Slam de Klagenfurt, quinta posição nos Abertos de Montreal, Atenas, Xangai e Modena e o quarto lugar no Grand Slam de Paris. Os melhores resultados de Shelda na temporada foram o bronze no Aberto de São Petersburgo e a prata no Aberto de Marselha e no Grand Slam de Stavanger, terminando na 13.ª posição no geral.
Shelda disputa  mais um Circuito Mundial em 2007, ainda formando dupla com Adriana Behar. Nas etapas desta temporada, Shelda não pontuou no Grand Slam de Paris, obteve a décima sétima posição no Grand Slam de Stavanger, a nona posição nos Grand Slams de Berlim e Klagenfurt, assim como no Aberto de Kristiansand e também no Aberto de Phuket, jogando neste último com a jogadora Ana Paula Henkel. Ainda foi sétima colocada no Aberto de Seul, quinta colocada no Aberto de Sentosa e quarto lugar no Aberto de Fortaleza; seus melhores resultados foram um bronze no Aberto de Montreal e a prata no Aberto de Varsóvia, terminando a temporada na 21.ª posição geral. Em Gstaad, na edição do ano de 2007 do Campeonato Mundial, não teve uma boa participação, terminando apenas na 17.ª colocação.
Após anos de competições ao lado de Adriana Behar, por esta anunciar sua aposentadoria, Shelda passa a formar dupla com Ana Paula Henkel – medalhista de bronze em Atlanta 1996 no volei de quadra com a Seleção Brasileira de Voleibol – no ano de 2008, com o objetivo de se classificar para os Jogos Olímpicos de Pequim, mas com apenas seis meses para acumular pontos, a dupla acabou ficando de fora das Olimpíadas. No Circuito Mundial deste ano  ficou na nona posição no Grand Slam de Paris, sétima colocada no Aberto de Mylowice, quinta posição nos Abertos de Osaka e Barcelona, mesmo resultado obtido nos Grand Slams de Moscou e Berlim. Seu melhor desempenho nessa temporada foi o quarto lugar no Aberto de Xangai e no Grand Slam de Stavanger, bronze nos Abertos do Guarujá e Adelaide, a prata no Aberto de Seul e a medalha de ouro nos Grand Slams de Klagenfurt e Gstaad e no Aberto de Stare Jablonki, confirmando o primeiro lugar geral novamente no Circuito e sendo eleita a melhor dupla do ano.
Shelda continuou competindo com  Ana Paula Henkel na temporada 2009 do Circuito Mundial, não pontuando no Aberto de Haia, 13.ª colocada  no Aberto de Brasília, nono lugar no Grand Slam de Moscou,  sétimo lugar no Aberto de Barcelona e Stare Jablonki, e o quinto lugar nos Grand Slams de Klagenfurt , Marselhae Gstaad; o melhor resultado da temporada foi o quarto lugar no Aberto de [[Aland]., Em sua última participação no Circuito Mundial encerra na 17.ª colocação geral. Na edição do Campeonato Mundial de 2009, realizado em Stavanger, na Áustria e seu último mundial, Shelda termina na quarta colocação.
Em 2010, aos 37 anos, Shelda anunciou oficialmente sua aposentadoria como atleta no vôlei de praia. Integrou a lista dos  “Heróis Olímpicos” do Comitê Olímpico Internacional desde 2005 e foi eleita a Melhor Jogadora de 1999 a 2001, pelo COB-Comitê Olímpico Brasileiro.
No Circuito Brasileiro Banco do Brasil venceu ao lado de Adriana Behar nove vezes: 1996, 1997,  1999, 2000, 2001, 2002, 2003 e 2004 e o vice-campeonato em 1998. Foi premiada individualmente como a Melhor Jogadora do Circuito Brasileiro Banco do Brasil  de 1998 a 2001 e de 2003 a 2004; Melhor Defensora nos anos: 1998 a 2001 e em 2003 e Melhor Recepção  nos anos de 1999 a 2004.
Em 2011, na edição da Rainha da Praia, vencida por Larissa França, recebeu uma placa homenageando sua carreira e  ficou muito emocionada. Com 38 anos de idade  Shelda anunciou que voltaria a competir, mas desta vez nas quadras, visando disputar  a Superliga  Brasileira A 2011-12 jogando na posição de líbero, no máximo por uma temporada competir e conquistar títulos.
Ao lado de Adriana Behar,  Shelda constituiu uma das dupla femininas mais vitoriosas do volei de praia do Brasil, conquistando 1.101 vitórias e 114 títulos ao longo da carreira, o que levou a parceria ao Livro Guinness dos Recordes no ano de 2006. Elas também são a dupla feminina que mais participou de eventos de praia desde a criação do Circuito Mundial de Vôlei de Praia organizado pela  FIVB.

## Principais resultados[1][10][16]
2008
 – Circuito Mundial
2004
 – Jogos Olímpicos – Atenas
 – Circuito Mundial
 – Circuito Brasileiro
2003
 – Campeonato Mundial – Rio de Janeiro
 – Circuito Mundial
 – Circuito Brasileiro
2002
 – Circuito Brasileiro
 – Circuito Mundial
2001
 – Campeonato Mundial – Klagenfurt
 – Circuito Mundial
 – Circuito Brasileiro
 – Goodwill Games – Brisbane
2000
 – Jogos Olímpicos – Sydney
 – Circuito Mundial
 – Circuito Brasileiro
1999
 – Campeonato Mundial – Marselha
 – Jogos Pan-americanos – Winnipeg
 – Circuito Mundial
 – Circuito Brasileiro
1998
 – Circuito Mundial
 – Goodwill Games – Nova York
 – Circuito Brasileiro
1997
 – Campeonato Mundial – Los Angeles
 – Circuito Mundial
 – Circuito Brasileiro
1996
 – Circuito Brasileiro
 – Circuito Mundial

## Premiações Individuais
- 1995-Rainha da Praia[9]
- 1996-Rainha da Praia[11]
- 1998-Melhor Defensora do Circuito Brasileiro Banco do  Brasil[5]
- 1998-Melhor Recepção do Circuito Brasileiro Banco do  Brasil[9]
- 1998-Melhor Jogadora do Circuito Brasileiro Banco do  Brasil[5]
- 1999-Rainha da Praia[14]
- 1999-Melhor Jogadora do Circuito Brasileiro Banco do  Brasil[5]
- 1999-Melhor Defensora do Circuito Brasileiro Banco do  Brasil[5]
- 1999-Melhor Recepção do Circuito Brasileiro Banco do  Brasil[5]
- 1999-Melhor Jogadora pelo Comitê Olímpico Brasileiro[3]
- 2000-Melhor Jogadora pelo Comitê Olímpico Brasileiro[3]
- 2000-Melhor Jogadora do Circuito Brasileiro Banco do  Brasil[5]
- 2000-Melhor Defensora do Circuito Brasileiro Banco do Brasil[5]
- 2000-Melhor Recepção do Circuito Brasileiro Banco do  Brasil[5]
- 2001-Melhor Jogadora pelo Comitê Olímpico Brasileiro[3]
- 2001-Melhor Jogadora do Circuito Brasileiro Banco do  Brasil[5]
- 2001-Melhor Defensora do Circuito Brasileiro Banco do  Brasil[5]
- 2001-Melhor Recepção do Circuito Brasileiro Banco do  Brasil[5]
- 2002-Melhor Recepção do Circuito Brasileiro Banco do  Brasil[5]
- 2003-Melhor Jogadora do Circuito Brasileiro Banco do  Brasil[5]
- 2003-Melhor Defensora do Circuito Brasileiro Banco do  Brasil[5]
- 2003-Melhor Recepção do Circuito Brasileiro Banco do  Brasil[5]
- 2004-Melhor Jogadora do Circuito Brasileiro Banco do  Brasil[5]
- 2004-Melhor Recepção do Circuito Brasileiro Banco do  Brasil[5]
- 2005-Melhor Jogadora de Defesa do Circuito Mundial de Vôlei de Praia[5]
- 2005-Atleta Mais Inspirada e Criativa do Circuito Mundial de Vôlei de Praia[5]
- 2006-Melhor Jogadora de Defesa do Circuito Mundial de Vôlei de Praia[5]
- 2006-Atleta Mais Inspirada e Criativa do Circuito Mundial de Vôlei de Praia[5]
- 2006-Parceria mais longa do Livro Guiness dos Recordes[4]
- 2007-Atleta Mais Inspirada e Criativa do Circuito Mundial de Vôlei de Praia[5]
- 2008-Melhor dupla do Circuito Mundial de Vôlei de Praia[5]
- 2008-Atleta Mais Inspirada e Criativa do Circuito Mundial de Vôlei de Praia[5]
- 2009-Personalidade do Esporte pela Federação Internacional de Voleibol[5]
- 2009-Atleta Mais Inspirada e Criativa do Circuito Mundial de Vôlei de Praia[5]
- 2010-Ingressou no Hall da Fama do Voleibol[5]